# Modèle Minnesota
Le Modèle Minnesota est un modèle thérapeutique qui a été développé aux États-Unis au début des années 1950. 
À ce jour, aux États-Unis et au Canada, la majorité des centres de traitement et de rétablissement des personnes dépendantes aux drogues et à l'alcool utilise cette approche qui a fait ses preuves et vise à prendre en charge les personnes dépendantes dans leur globalité. 
Ce modèle est issu d’un rapprochement entre les modes de prise en charge traditionnels de la dépendance et celui du mouvement des Alcooliques anonymes. Il repose sur la conception que la dépendance est une maladie "physique, mentale et spirituelle". Pour remédier à tous ces aspects de la maladie, il met l’accent sur un programme de traitement multidisciplinaire (les soins), sur la "croissance spirituelle" et sur la dignité retrouvée par l’individu. Parce qu'il met l'accent sur le changement dans l'attitude et le comportement, le Modèle Minnesota est notamment qualifié de psychothérapie cognitivo-comportementale.
À ce jour, il permet la prise en charge thérapeutique de toutes les addictions (dont comportementales) ainsi que des difficultés de gestion des émotions ou des difficultés à survivre à des événements douloureux ou traumatiques (abus, inceste, maltraitance, etc.).

## Historique

### Les origines
Le Modèle Minnesota est issu des expériences et des travaux effectués sur le traitement de la dépendance par trois centres situés dans l'État du Minnesota dans les années 1950 : The Pioneer House à Minneapolis, Hazelden à Saint-Paul, capitale de l'Etat, et The Willmar Régional Treatment Center à Willmar.

#### The Pioneer House (La Maison Pionnière)
The Pioneer House (La Maison Pionnière), fut fondé par Patrick Cronin, une des premières personnes connues à être devenue sobre à l’aide d’un groupe d'Alcooliques Anonymes.
Souhaitant partager son expérience, il entreprit en 1940, de louer un bâtiment à Minneapolis dans le but de monter un groupe d'Alcooliques Anonymes (AA). Confronté à l’hostilité et à la méfiance des habitants du voisinage, son projet ne put aboutir. Cependant, le Ministère du Secours de la Ville de Minneapolis, plus conciliant, offrit à Cronin l’opportunité de tenir des réunions pour aider au sevrage et au "rétablissement" des personnes consommatrices d’alcool et de pouvoir les héberger. Quelque temps après, le centre de traitement de Patrick Cronin s’est installé dans une maison plus permanente et fut baptisé «The Pioneer House ».
"La Maison Pionnière" est ainsi devenue le premier centre de traitement basé sur le programme des Alcooliques anonymes.

#### Hazelden
La fondation d'Hazelden fut consécutive au projet d'un certain Austin Ripley, membre (sobre) des AA , de fonder en 1947 un centre de traitement destiné aux prêtres alcooliques dans le Minnesota. 
Son projet n'ayant pas abouti, il se retira du groupe qui s'était formé autour de lui pour ce faire, composé, entre autres, d'un autre membre (sobre) des AA, Lynn Caroll, homme de loi, et du Père M., lui aussi membre (sobre) des AA . 
Lynn Caroll, qui n'était pas favorable au projet d'un centre de traitement réservé aux prêtres, organisa en 1948 une réunion rassemblant, outre le Père M., un archevêque, un patron de presse locale de Saint-Paul, un pétrolier philanthrope et un banquier de la même ville.
Ce dernier, nommé Richard Coyle Lilly, ex banquier fondateur d'une fondation philanthropique qui portait son nom, la Coyle Foundation, était également  membre (sobre) des AA  selon certains, qui racontent que c'est à la suite d'un accident consécutif à sa consommation d’alcool, qui aurait pu lui être fatal, et dont il considéra qu'il s'était sorti par miracle, qu'il décida d'arrêter de boire avec les AA et de se consacrer à aider les personnes alcooliques ayant le désir d'arrêter de boire par le biais d'une fondation créée à cet effet.     
Après cette réunion, il obtint rapidement que sa fondation l'autorise à acheter les bâtiments à Center City, Minnesota, de la Power Family Farm, qui furent ensuite revendus à la société hospitalière de bienfaisance qui se constitua à la suite de cette même réunion et pris le nom de Hazelden Foundation.
En 1949, au lendemain de la constitution de Hazelden Foundation, son conseil d'administration tint sa première réunion et émit le vœu que le centre de soin soit destiné aux alcooliques encore en activité professionnelle, et jugés « guérissables », ce qui fut le cas, du moins au début,.

#### The Willmar Regional Treatment Center  (Le Centre Régional de Traitement de Willmar)
C'est dans le « Willmar Regional Treatment Center » du « Willmar State Hospital » (« Centre Régional de Traitement de (la ville de) Willmar » de « L'Hôpital d'État de (la ville de) Willmar » (dans le Minnesota), qui fut un des premiers établissements à être, quoique brièvement, de 1912 à 1918, uniquement destiné aux alcooliques et aux toxicomanes, que commença vraiment à être inventé le Modèle Minnesota. 
Alors qu'il était devenu plus largement destiné à tous les malades souffrant de maladies mentales après l'entrée en vigueur des prohibitions des drogues et de l'alcool, dans les années 1920, l'équipe des Dr Nelson Bradley et Dan Anderson y ouvrit en 1950 un programme de soins pour patients « chimiquement dépendants » qui ambitionnait de mettre au point une nouvelle approche du traitement des personnes alcooliques ou toxicomanes. Ils avaient des doutes sérieux sur les méthodes suivies jusque-là pour traiter les personnes dépendantes à l’alcool ou aux drogues et entreprirent de mettre en place une nouvelle méthode de traitement, qui puiserait ses fondements à différentes sources, dont les Alcooliques anonymes et associerait à l'équipe médicale des personnes, professionnels de la santé ou bénévoles, devenues abstinentes de toute consommation d’alcool ou de drogues, grâce aux AA ou non, en tant que « conseillers » des patients du Centre de Traitement pour lesquels ils seraient vecteurs d’expérience.

### Les hypothèses de départ
Comme mentionné précédemment, le "Willmar Regional Treatment Center" fut le premier des trois centres de traitement mentionnés ci-dessus à avoir entrepris une approche multidisciplinaire du traitement des personnes alcooliques ou toxicomanes.
Cette approche s’est élaborée à la suite de l’énonciation d’un ensemble d’hypothèses largement considéré comme radical et irréalistes :
- l'addiction à l'alcool ou aux drogues est présente partout, depuis « la nuit des temps » ;
- l'addiction à l'alcool ou aux drogues  est une "maladie" ;
- l'addiction à l'alcool ou aux drogues  est une maladie pas un vice ;
- l'addiction à l'alcool ou aux drogues  est une maladie « multiphasique » ;
- l'addiction à l'alcool et/ou aux drogues  est une maladie chronique primaire ;
- les objectifs du traitement sont dissociés d'un éventuel traitement des motivations initiales ayant mené à la consommation d'alcool et/ou de drogues ;
- l'éducation sur le sujet de l'alcool et des drogues et de leurs effets fait partie du traitement par la communauté thérapeutique.

Après que ces hypothèses aient été posées et qu'une équipe pluridisciplinaire, composée de médecins, de travailleurs sociaux, de psychologues, de "conseillers en rétablissement"  et de membres d’institutions religieuses ait été mise en place, un modèle thérapeutique spécifique a été construit.
Celui-ci est fondé sur un ajustement entre la psychologie clinique moderne, les soins médicaux, et la pratique des Alcooliques Anonymes : le Modèle Minnesota.

## Compréhension du Modèle Minnesota

### Les trois principes clés du modèle
Il existe différentes manières de définir le Modèle Minnesota. Cependant, il ressort trois éléments communs au sujet du traitement.

#### Traiter les personnes dépendantes comme des personnes malades
Contrairement aux modes de prise en charge traditionnels, ce modèle inclut une dimension plus humaine. Les personnes consommatrices d’alcool ou de drogues sont vues autrement : il ne s’agit plus de les punir, de les isoler et/ou de les abandonner dans les hôpitaux psychiatriques ou bien encore dans les prisons. Au contraire, cette méthode introduit l’idée que les personnes dépendantes des produits addictifs méritent un traitement digne et un accompagnement dans leur "rétablissement" de leur maladie.

#### Traiter les personnes dépendantes avec respect
Le modèle met en avant le fait que les personnes alcooliques ou toxicomanes doivent être traitées avec respect. Respecter les personnes dépendantes en tant que personnes qui ont des droits et des devoirs favorise des résultats de traitement satisfaisants. Par ailleurs, le modèle considère que leur état est le résultat d’une maladie, ce qui implique que leur volonté seule n'a pas prise sur leur maladie.

#### Traiter les personnes dépendantes dans leur globalité
C’est justement ici que l’on retrouve la spécificité du Modèle Minnesota. En effet, cette approche prend en charge la personne dans sa globalité, "corps, âme et esprit". Il convient, pour cette méthode, que tout traitement de la dépendance, ou d'autres pathologies connexes, tienne compte des aspects physiques, mentaux et "spirituels" de la personne dépendante.
La dimension "spirituelle" se traduit notamment dans le fait que toutes les pathologies confrontent l’être humain à ses limites et à sa mortalité. Les personnes en traitement apprennent la nécessité de vivre leur vie sur le plan "spirituel". Cela implique la reconnaissance de ses limites personnelles, de ses vulnérabilités, et de la nécessité d’accepter l’aide que d’autres personnes peuvent offrir.

### Le concept de maladie
Le Modèle Minnesota porte une attention particulière au concept de maladie, tout particulièrement, l’affirmation selon laquelle la dépendance est une maladie chronique et progressive. 
Livrées à elles-mêmes, les personnes dépendantes ne peuvent tout simplement pas exercer de contrôle ou de changements durables sur leur maladie. La perte de contrôle, de la quantité de boissons ou de produits consommées, et des conséquences  liées à la dépendance physique, est le pilier de ce principe.
Le concept de "maladie" apporte de nombreux bienfaits thérapeutiques au patient : accepter le concept de maladie peut lever la culpabilité de la personne dépendante, la persuader de suivre un traitement et la mettre en confiance avec des "forces supérieures". De plus, il contribue à promouvoir le traitement au lieu de la répression et permet aussi l’octroi aux alcooliques et aux toxicomanes des mêmes droits que ceux accordés à d’autres personnes souffrant de maladies chroniques.
Le modèle a pour but de remettre en action les personnes dépendantes afin qu’elles retrouvent leur énergie personnelle. À savoir leur enseigner/ les encourager à/ leur apprendre à apprendre à:
- Prendre du temps pour réfléchir,
- Prendre des décisions moins fondées sur leurs émotions, et plus sur l'étude des faits,
- Apprendre qu’elles ne sont plus des victimes, mais qu'elles sont responsables de leur vie,
- Choisir des comportements et des attitudes qui favorisent la sobriété,

- etc.

Nommer l’alcoolisme ou la toxicomanie comme une maladie est un support supplémentaire à l’auto-responsabilisation pour les soins personnels et les actes posés.

### Les 12 étapes du modèle
Le Modèle Minnesota se structure à partir de 12 étapes élaborées par le programme des Alcooliques anonymes. Ces étapes sont essentielles au rétablissement dans la mesure où elles permettent à la personne dépendante de conceptualiser sa maladie et surtout d’orienter le changement en vue d’une perspective d’avenir.
À travers ce modèle en 12 étapes, le patient va traverser différentes phases du processus de rétablissement. Voici la structure simplifiée et synthétique :
 Étape 1 : En centre de traitement, la personne dépendante va dans un premier temps faire le récit de son histoire afin de le partager avec les autres membres du groupe et s'identifier à leurs expériences. De ce fait, elle va entrer dans une phase de prise de conscience de sa maladie de la dépendance (constat/conséquences). Elle comprend alors qu'elle n'a plus de pouvoir face au produit et admet la réalité de sa perte de contrôle sur sa consommation et sa vie. 
Dans le cadre d'une prise en charge ambulatoire ou hospitalière, le travail va consister en une prise de conscience de son impuissance à faire face, ou à gérer seule. Un début de prise de conscience de sa problématique particulière.
 Étape 2 : En centre de traitement, cette étape consiste à aider la personne à voir qu'elle a besoin de faire appel aux autres pour trouver l'aide nécessaire. Après une mise en confiance avec autrui (les autres "dépendants en rétablissement", le "parrain", l'équipe thérapeutique, etc.), la personne commence à apprendre à vivre avec sa "maladie", dans sa problématique personnelle, de manière constructive.
 Étape 3 : En centre de traitement, cette phase est directement liée à la spiritualité et à la restructuration cognitive : il y est retrouvé des capacités de décider, d'agir, de faire le choix de ces croyances. Les efforts investis vont ainsi permettre de redonner un sens à l'existence.
 Étape 4 : En centre de traitement, à la suite d'un inventaire personnel, la personne commence à se rendre compte de l’aspect destructeur de sa maladie (et de sa souffrance). Elle commence à chercher à sortir du faux moi qu'elle s'est construit avec ses systèmes de défense inhérents à sa dépendance et à sa problématique. C'est le début de la réparation du lien avec soi-même.
 Étape 5 : En centre de traitement, cette étape permet à la personne de commencer à être simplement elle-même, ni toute puissante, ni indigne d'exister. Elle doit dépasser sa honte, et accepter "l'autre dans une dimension bienveillante". C'est le début de la réparation du lien avec les autres.
 Étapes 6 à 9 : Après le traitement, et après s'être rendu compte de l'aspect destructeur de sa "maladie", la personne se détermine peu à peu à changer. Dans ces différentes étapes, la personne se consacre à l'application et à la mise en pratique des changements qu'elle souhaite.
 Étapes 10 à 12 : Dans ces trois dernières étapes, il s’agit pour la personne de poursuivre les efforts investis dans le but d’intégrer les changements opérés dans le cadre de sa vie quotidienne et de maintenir son "rétablissement".
Chaque journée d'abstinence est synonyme de victoire pour la personne qui se rétablit.
Tout au long de sa vie, la personne alcoolique ou addict abstinente va se confronter à des expériences intenses : sentiment de désespoir, de crises, de perspectives inespérées, etc. pour enfin mieux se retrouver.

### La notion de "rétablissement"
La spécificité du Modèle Minnesota se concentre sur le "rétablissement" de la personne ("rehabilitation" en anglais), c’est-à-dire que le programme de traitement multidisciplinaire mis en place met l'accent sur les soins plutôt que la guérison. 
Contrairement à certains modes de prise en charge traditionnels de la dépendance, ou des problématiques émotionnelles, ce modèle n’implique aucun traitement de substitution.
En centre de traitement, pour déclencher et délimiter le processus de rétablissement, les professionnels du traitement et les patients collaborent ensemble : l'équipe médicale et thérapeutique coordonne le traitement. Elle informe la personne sur la façon de gérer sa "maladie" jour après jour. La personne, quant à elle, suit les directives données tout en jouant un rôle actif à travers ses différentes responsabilités dans la gestion de sa vie quotidienne.
Le traitement est axé sur le long terme. Comme pour le traitement de certaines douleurs, ou maladies chroniques, le Modèle Minnesota œuvre sur une problématique ne disparaissant pas. L'accent est mis sur la gestion de la qualité de vie de la personne. Chaque sentiment de progrès est valorisé. Plusieurs stratégies comportementales et cognitives vont se développer au cours de ce traitement. Les changements dans les habitudes de vie sont placés au centre du programme. Le processus de "rétablissement" s'appuyant sur les systèmes de soutien naturels et non chimiques: équipe thérapeutique, entraide de pairs plus avancés dans leur rétablissement ou non, etc.

## La prise en charge: un programme quotidien pendant le traitement
La prise en charge instaurée par le Modèle Minnesota repose sur trois dimensions : 
- 1. Assurer un environnement de traitement thérapeutique global (promouvoir l'abstinence si la personne est dépendante, aider le patient à déconstruire un mode de vie auto destructeur),
- 2. Permettre aux patients de s'entraider  (montrer que la personne ne mène pas seule ce combat, élaborer des perspectives d’avenir), et
- 3. Développer la spiritualité.

### Assurer un environnement de traitement thérapeutique total
Selon le Modèle Minnesota, la thérapie ne consiste pas à rechercher les causes hypothétiques de la consommation de la personne, ou de ses difficultés, mais à se concentrer sur le présent. 
Son but est d'aider le patient à prendre de nouvelles mesures "pour aujourd'hui", et dans l'immédiat à rester abstinent (de tous produits et/ou émotionnellement) pour les vingt-quatre heures à venir.
Pour cela, le Modèle invite les personnes à élaborer leurs pensées à travers : 
- des temps d'informations/ de conférences par des orateurs : lors de ces temps d’informations, elles prennent conscience des signes et des symptômes de leur dépendance et de leur problématique personnelle. Elles identifient leurs symptômes grâce à ce qui est évoqué par l’orateur. Elles acquièrent une nouvelle perception de leur comportement. Elles n'ont pas nécessairement à livrer les détails de leur vie personnelle (ou à faire face à la honte).
- des lectures,
- de la thérapie de groupe et/ou la participation à des groupes d'entraide,
- et de la thérapie individuelle.

À cela s'ajoute le programme d'action inspiré des Douze Étapes des AA: rédiger des travaux écrits précis en fonction du cheminement de la personne, réaliser des "inventaires personnels", échanger avec honnêteté, discuter de ses résultats avec d'autres, faire des "amendes honorables", apprendre à méditer, ...

### Permettre aux patients de s'entraider
Les thérapies de groupe sont au centre du traitement. Dans ces dispositifs, les patients vont pouvoir verbaliser et partager leurs histoires et ainsi se rendre compte qu’ils ne mènent pas seuls leur combat. 
Pour les personnes dépendantes à l'alcool et/ou aux drogues, des conseillers "ex-alcooliques et ex-drogués"  peuvent aussi, suivant les lieux, mener des séances de thérapies de groupe. Ils y représentent alors des formes "d'exemples » et de « vivants exemples d’espoir » essentiels au "rétablissement" des patients dépendants.

### Développer la spiritualité
Le « spirituel » dans le Modèle Minnesota est relatif aux domaines de l'intelligence, de l'esprit et de la morale. La morale, ou éthique en vient à être considérée comme libératrice et source de bien-être et non comme contrainte.
Dans le Modèle Minnesota, la "spiritualité" est un outil pour contrebalancer le sentiment de toute-puissance du patient et pour comprendre la place du produit ou de la problématique. Il s'agit avant tout d'un "éveil spirituel", d'ouvrir les yeux, et tout d'abord d'"accepter d'ouvrir les yeux". L'honnêteté, la bonne volonté, l'intégrité et l'ouverture d'esprit sont donc quatre principes primordiaux du Modèle Minnesota.

## Résultats
Le modèle Minnesota est aujourd'hui reconnu dans le monde entier comme étant le traitement de référence pour la problématique de la dépendance à l'alcool et/ou aux drogues. Incluant une approche compréhensive et multi-professionnelle de la problématique personnelle, son efficacité a été démontrée par de nombreuses études.
L'étude de Christopher Cook dans le British Journal Of Addiction (1989) montre que la moitié des patients rentrés chez eux restent abstinents ou boivent moins après 1 an de suivi.
Selon une étude finlandaise de Kenso et Salaspuro, le Modèle Minnesota dégage des différences significatives par rapport à l'approche traditionnelle de la dépendance. 
- Les patients ayant suivi le programme du modèle Minnesota font preuve de plus d'implication, de soutien et de spontanéité.
- Le programme Minnesota enregistre 3,5 fois moins d'abandon.
- Le pourcentage d'abstinent pendant la première année suivant le traitement est à l'avantage du modèle Minnesota (14 % contre 1,9 % en traitement traditionnel)[5].

Une étude comparative effectuée par Moos, Finney, Ouimette et Suchinsky apporte également la preuve de l'efficacité du traitement comparé aux autres thérapies comportementales et cognitives.
- Le taux d'abstinence est supérieur
- Moins de problème liés à la dépendance
- L'accompagnement post-traitement consolide les résultats[6].

D'autres études :
En 2012, le Modèle Minnesota permet la prévention, la compréhension et la prise en charge de toutes les formes d’addictions : à l'alcool, aux produits illicites, boulimie, anorexie, addictions comportementales telles que jeux, sexe, dépendance affective, etc.
Ce modèle pourrait également être utilisé en développement personnel. [réf. nécessaire]

## Critiques
Le modèle Minnesota a fait, en France, l’objet de suspicions. Ces craintes ne se fondent pas sur le modèle en particulier, mais sur certaines doctrines du modèle, notamment sur la question de la "spiritualité" et de la préconisation de participer à des groupes d'entraide comme Alcooliques Anonymes et Narcotiques Anonymes.
Dans son livre Les drogues - Approche sociologique, économique et politique, Marie Jauffret Roustide, chercheuse au CNRS (Centre national de la recherche scientifique. France), a cherché à comprendre l'intérêt des groupes d'entraide dans la prise en charge des usagers de drogues (et d'autres dépendances) et à appréhender les phénomènes sociaux qui se développent dans ces groupes.
Il ressort de l'étude menée que les groupes d'entraide nommés ci-dessus, qui abordent la ”spiritualité”, ne sont pas, contrairement a certaines craintes, des mouvements sectaires et qu'ils apportent un réel soutien aux personnes qui les composent.
Cette aide est gratuite (pas de frais pour participer aux groupes), les membres sont égaux (pas de leader) et un système de « service qui tourne » est instauré. Ces associations "en douze étapes" sont exclusivement centrées sur la "sobriété"/le "rétablissement". Elles sont apolitiques et ne souhaitent pas recevoir de subventions afin de garder leur liberté d'action.

## Où trouver de l'aide en Europe?
Les structures basées sur le Modèle Minnesota en France :
En France, il existe un Centre de traitement "pionnier" basé sur le modèle Minnesota. 
- Il s'agit du Centre APTE (Aide et Prévention des Toxico-dépendances par l'Entraide)[8]

Le projet d'ouverture de cette structure a été porté par Kate Barry, qui s'est rétablie de la dépendance à la suite de son admission dans un centre de traitement Modèle Minnesota en Angleterre. Elle a souhaité faire connaître, et offrir la même possibilité thérapeutique, à d'autres dépendants français.
Le Centre a ouvert en avril 1994 et fonctionne avec une prise en charge de l'assurance maladie. Il est conventionné pour l'accueil des personnes dépendantes aux drogues et/ou à l'alcool. Ce centre de soins situé à Bucy le Long (02), est agréé par la Mission Interministérielle de Lutte contre les Drogues et la Toxicomanie. Il est depuis quelques années géré par l'association Aurore.
Durant le séjour au sein du Centre, la sortie du patient est préparée. Au terme du séjour, il est proposé aux patients un suivi hebdomadaire durant une période de six mois, sous forme de thérapie de groupe afin de consolider le rétablissement. 
Le centre APTE a permis de faire connaître, en France, le Modèle Minnesota et a apporté de l'aide à de nombreux dépendants. Chaque année, à la date anniversaire de l'ouverture du centre, les anciens patients sont conviés à une fête. Ils peuvent ainsi échanger avec les membres de l'équipe thérapeutique sur la qualité de vie retrouvée.
L'inauguration, par le directeur de l'ARS, de la première communauté thérapeutique ouverte en Île-de-France s'est déroulée le 19 mars 2012. La communauté localisée à Aubervilliers et portée par l'association Aurore s'appuie en partie sur le modele Minnesota. Les objectifs de la communauté thérapeutique Aurore sont de soutenir les patients dans leur parcours de stabilisation et/ou de sevrage des drogues licites ou illicites, puis, dans un second temps, de favoriser leur insertion professionnelle et sociale.
Les associations et cliniques fondées sur ce modèle thérapeutique pour le traitement de la dépendance : 
- l'Association EDVO (Espoir du Val d'Oise) a été fondé en 1987 par Jean Paul Bruneau[10]. Policier formateur anti-drogue, cet homme de terrain  a travaillé durant plus de 20 ans à la brigade des mineurs et a été confronté à l'explosion des consommations de drogues et d'alcool. Il préside et dirige avec conviction l'association qui propose un lieu de vie conçu pour accompagner les sortants de cures (dépendants à l'alcool et /ou aux drogues). L'association EDVO a participé à faire connaître et rayonner le modèle Minnesota en Bretagne et dans le territoire du grand ouest. Elle a contribué, à travers l'animation de formation par son Président, à sensibiliser de nombreux jeunes. EDVO accueille des personnes abstinentes de tout produit modifiant le comportement, en particulier les héroïnomanes ou polytoxicomanes après sevrage dans son centre d'hébergement pour une durée de six à douze mois[11].
- le centre de psychothérapie d'Osny : Il s'agit d'un centre de psychothérapie doté de lits d'hospitalisation et d'un hôpital de jour. L'hospitalisation se fait sur orientation du médecin traitant ou d'un psychiatre libéral/ou hospitalier.

Le centre propose, pour les patients alcooliques ou toxicomanes, une prise en charge basée, entre autres, sur le Modèle Minnesota.
Des professionnels qualifiés : 
Quelques professionnels français sont aujourd'hui formés au Modèle Minnesota de prise en charge. Certains se sont regroupés au sein d'une association des conseillers en addiction (Acaddi). D'autres thérapeutes ont été formés au Modèle Minnesota et travaillent en cabinet libéral ou au sein de certains services publics (Conseil Général de la Vendée).
En effet, il n'est pas nécessaire pour certains patients d'être hospitalisés pour se rétablir avec l'aide du Modèle Minnesota.[réf. nécessaire]
Les groupes d'entraide anonymes suggérés aux patients :
- Alcooliques anonymes (AA),
- Narcotiques Anonymes (NA),

et éventuellement les autres mouvements anonymes:
- Émotifs Anonymes (EA),
- Outremangeurs Anonymes (OA).

### Sources
- Lettre de la MILDT (avril 2012),
- Les drogues - Approche sociologique, économique et politique par Marie Jauffret-Roustide (2004),
- The Minnesota Model de Jerry Spicer (Président d’Hazelden),
- Les douze étapes vers le bonheur de Joe Klass (1993)
- les formes multiples de l'Expérience religieuse de William James (Professeur de philosophie, puis de psychologie à l'Université d'Harvard, a approfondi l'hypothèse d'une « conscience subliminale », de nature spirituelle et non pas pulsionnelle, qui serait source de connaissance intuitive et de créativité)
- L'Homme à la découverte de son âme de Carl Gustav Jung ( Médecin psychiatre psychologue. Il concevait la spiritualité comme une fonction naturelle de la psyché, fonction essentielle  et obligatoire à prendre en compte)